# Traquairaspidiformes
 Traquairaspidiformes é uma ordem do extinto heterostracan agnathan peixe conhecido dos períodos Siluriano e Devoniano. É predominantemente conhecida a partir do período Siluriano atrasando fluviais depósitos de Gales e Inglaterra, algumas espécies também foram encontradas no ambiente marinho de águas rasas da América do Norte.
O cabeça-protetor e do corpo armadura de maioria traquairaspids formam uma forma de amêndoa. As placas têm uma ornamentação distinta de tubérculos; esta ornamentação é muito semelhante à placa de ornamentação dos heterostracon Weigeltaspis. Esta semelhança de ornamentação cria muita confusão sobre o seu posicionamento taxonômico de Weigeltaspis, além de confusão sobre se ou não uma placa isolada é de Traquairaspis, ou de Weigeltaspis. A armadura de T. symmondsi (syn. Phialaspis symmondsi) tem a forma de um avião a jato ou avião de papel, com cristas semelhantes a asas pontiagudas e uma crista dorsal perto da extremidade posterior da armadura.
A maioria das espécies de traquairaspids são colocados dentro do tipo gênero Traquairaspis; a maior parte dos outros géneros, tais como Phialaspis, Toombsaspis, e Yukonaspis, foram sinonimizadas em Traquairaspis.

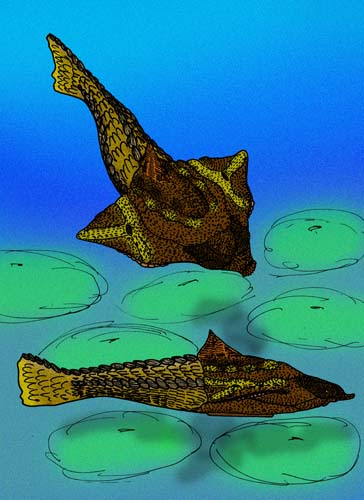
"Phialaspis," T. symmondsi